# Чеуашу-де-Кимпіє (комуна)
Чеуашу-де-Кимпіє (рум. Ceuașu de Câmpie) — комуна у повіті Муреш в Румунії. До складу комуни входять такі села (дані про населення за 2002 рік):
- Бозед (182 особи)
- Войнічень (946 осіб)
- Кимпеніца (785 осіб)
- Кулпіу (402 особи)
- Порумбень (556 осіб)
- Себед (743 особи)
- Хергелія (349 осіб)
- Чеуашу-де-Кимпіє (1456 осіб) — адміністративний центр комуни

Комуна розташована на відстані 274 км на північний захід від Бухареста, 11 км на північ від Тиргу-Муреша, 71 км на схід від Клуж-Напоки, 138 км на північний захід від Брашова.

## Населення
За даними перепису населення 2002 року у комуні проживали 5419 осіб.
Національний склад населення комуни:
| Національність | Кількість осіб | Відсоток |
| -------------- | -------------- | -------- |
| угорці         | 2675           | 49,4%    |
| румуни         | 2222           | 41,0%    |
| цигани         | 519            | 9,6%     |
| серби          | 2              | < 0,1%   |
| німці          | 1              | < 0,1%   |

Рідною мовою назвали:
| Мова      | Кількість осіб | Відсоток |
| --------- | -------------- | -------- |
| угорська  | 2837           | 52,4%    |
| румунська | 2253           | 41,6%    |
| циганська | 327            | 6,0%     |
| німецька  | 2              | < 0,1%   |

Склад населення комуни за віросповіданням:
| Релігія                                       | Кількість осіб | Відсоток |
| --------------------------------------------- | -------------- | -------- |
| православні                                   | 2254           | 41,6%    |
| реформати                                     | 1988           | 36,7%    |
| унітарії                                      | 542            | 10,0%    |
| адвентисти                                    | 490            | 9,0%     |
| римо-католики                                 | 71             | 1,3%     |
| греко-католики                                | 37             | 0,7%     |
| не релігійні                                  | 6              | 0,1%     |
| п'ятдесятники                                 | 3              | 0,1%     |
| лютерани (Синодально-пресвітеріанська церква) | 3              | 0,1%     |
| бретрени                                      | 2              | < 0,1%   |
| атеїсти                                       | 1              | < 0,1%   |
| не вказали релігію                            | 3              | 0,1%     |